# Werner von Fritsch
Thomas Ludwig Werner von Fritsch, född 4 augusti 1880 i Benrath, Düsseldorf, död 22 september 1939 i Praga, Warszawa, var en tysk friherre och militär. Han var general av artilleriet 1 februari 1934 och generalöverste 20 april 1936. Han var överbefälhavare för tyska armén från 1935 till 1938.

## Kejserliga armén
von Fritsch började som officersaspirant i den kejserliga armén i september 1898. Han gick vid krigsakademin i Berlin från 1907 till 1910, placerades 1913 vid Stora generalstaben i Berlin och befordrades till kapten i mars samma år. Under första världskriget tjänstgjorde han som generalstabsofficer och blev major i september 1917.

## Reichswehr
Efter kriget anställdes von Fritsch i Tysklands rikshär (Reichsheer), den reducerade armé som Versaillesfördraget tillät och som fram till 1935 ingick i Tysklands riksvärn (Reichswehr). Han befordrades till överstelöjtnant med datum beräknat från 15 november 1922, blev stabschef vid 1:a divisionen i Königsberg 1 april 1924 och 1 februari 1926 chef för operationsavdelningen i Truppenamt (Chef der Heeresabteilung im Truppenamt des Reichswehrministerium), det vill säga chef för operationsavdelningen inom den tyska arméns dåvarande motsvarighet till generalstab. von Fritsch blev överste 1 mars 1927, befälhavare för 2:a preussiska artilleriregementet 1 november 1928, Artilleriführer II i Stettin 1 mars 1930, generalmajor 1 november 1930, befälhavare för 1:a kavalleridivisionen i Frankfurt an der Oder 1 oktober 1931, generallöjtnant 1 juni 1932 samt 1 oktober 1932 befälhavare för 3:e militärområdet.

## Wehrmacht
von Fritsch utnämndes till chef för arméledningen (Chef der Heeresleitung) 1 februari 1934 och när Reichwehr övergick i Wehrmacht ändrades benämningen 1 juni 1935 till överbefälhavare för armén (Oberbefehlshaber des Heeres). Som överbefälhavare för armén var han även chef för Oberkommando des Heeres (OKH), som den högsta förvaltnings- och befälsmyndigheten inom den tyska armén kallades från november 1936.

### Avsked
von Fritsch såg som sin uppgift att återuppbygga den tyska armén men inte som ett verktyg för nazistpartiet. Detta ledde till att han fick motståndare bland annat inom Schutzstaffel (SS) och han avlägsnades från sin post genom en intrig. I början av 1938 utpekades han på falska grunder som homosexuell. von Fritsch suspenderades och pensionerades den 4 februari 1938 men en militärdomstol frikände honom i mars samma år från alla beskyllningar. Senare under 1938 utnämndes han som en hedersbevisning till chef för 12:e artilleriregementet och deltog i inledningen av andra världskriget som frivillig chef för detta regemente under fälttåget mot Polen. Han var den första generalsperson som stupade för Tredje riket. Han skottskadades när han personligen inspekterade frontlinjen och det är troligt att han sökte döden. William Shirer skriver i sin bok Berlin Diary att när han träffades och blödde kraftigt var det ändå inte direkt dödligt. Men han vägrade att bli buren till en sjukvårdsplats och förblödde kort efter. Fyra dagar senare begravdes han på Invalidenfriedhof i Berlin.

## Utmärkelser
- Järnkorset av andra klassen
- Järnkorset av första klassen
- Hohenzollerska husordens riddarkors med svärd
- Röda örns orden av fjärde klassen
- Kungariket Preussens tjänstekors
- Bayerska militärförtjänstorden av fjärde klassen med svärd och krona
- Fredriksordens riddarkors av första klassen med svärd
- Hessiska Filip den ädelmodiges förtjänstordens riddarkors av andra klassen
- Hansakorset (Hamburg)
- Såradmärket i svart
- Österrikiska militärförtjänstkorset av tredje klassen med krigsdekoration
- Gallipolistjärnan
- Johanniterorden
- Wehrmachts tjänsteutmärkelse av fjärde, tredje, andra och första klassen
- NSDAP:s partitecken i guld: 30 januari 1937

### Webbkällor
- Lexikon der Wehrmacht, Werner von Fritsch